# Bezugspflege

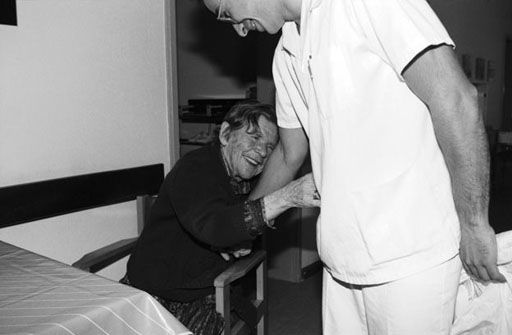
Die zwischenmenschliche Beziehung zwischen Pflegebedürftigen und Pflegekraft als Hauptmerkmal

Bezugspflege beschreibt eine ganzheitlich orientierte Vorgehensweise innerhalb der Arbeitsorganisation der Kranken- und Altenpflege. Es handelt sich um ein System der zeitlichen Verantwortlichkeit für eine Schicht, die auch als Bereichspflege oder Gruppenpflege bezeichnet wird.
Eine Spezifikation davon ist die Bezugspersonenpflege (englisch Primary Nursing): Hierbei steuert eine Pflegefachperson vollverantwortlich den Pflegeprozess einer bestimmten Gruppe von Patienten bzw. Pflegebedürftiger während deren gesamten Aufenthaltes in einer Einrichtung. Wesentliches Prinzip der Bezugspersonenpflege ist die dezentrale und am Pflegeprozess orientierte Delegation der Verantwortung für alle pflegerischen Tätigkeiten an eine bestimmte Pflegefachperson, der sogenannten Bezugspflegekraft (Primary Nurse, PN). Dies umfasst ebenfalls die patientenbezogene Administration und die Arbeitsorganisation zugeordneter Pflegehilfskräfte, Auszubildender und anderer Hilfskräfte sowie die zeitweise Übergabe an die Funktionspflege benachbarter Fachbereiche der Diagnose oder Therapie.
Bezugspflege und Bezugspersonenpflege sind, im Gegensatz zur tätigkeitsorientierten Funktionspflege, am Patienten orientierte und auf den Pflegeprozess ausgerichtete Pflegesysteme.

## Bezugspflege vs. Bezugspersonenpflege (Primary Nursing)
Die Begriffe Bezugspflege und Primary Nursing werden zum Teil synonym verwendet. Beide Systeme sind zwar prozessbezogene Organisationsformen, es bestehen jedoch Unterschiede.

### Bereichs- oder Gruppenpflege
Bei der Bereichs- oder Gruppenpflege werden der verantwortlichen Pflegefachperson mehrere Patienten zugeordnet, zum Beispiel nach baulichen Gesichtspunkten; sie ist dann beispielsweise für alle Patienten zuständig, die sich in direkt nebeneinander- oder gegenüberliegenden Zimmern befinden. Die Pflegefachperson trägt die Verantwortung für Planung und Durchführung der Pflege dieser Patientengruppe nur für die Dauer ihrer Arbeitszeit an diesem Tag; am Ende ihrer Schicht übergibt sie die Verantwortung an die nachfolgende Pflegefachperson. Diese Organisationsform führt dazu, dass während des Aufenthaltes ständig wechselnde Pflegekräfte an der Planung, Durchführung und Evaluation der Pflege beteiligt sind.

### Bezugspersonenpflege (Primary Nursing)
Die Bezeichnung Bezugspersonenpflege trifft dann zu, wenn eine Bezugsperson – eine Pflegefachperson mit festgeschriebener Zuständigkeit für die Verantwortung und Steuerung des Pflegeprozesses – die Pflege eines Patienten bzw. Pflegebedürftigen von der Aufnahme bis zur Entlassung vollständig plant, durchführen lässt und evaluiert. Dieser Primary Nurse (PN) ist eine Associated Nurse (AN) zugeordnet, welche die PN während Abwesenheiten vertritt und die Pflege im Sinne der Planung umsetzt. Während des gesamten Aufenthaltes des Patienten ist die PN jeden Tag schichtübergreifend rund um die Uhr für dessen Pflege verantwortlich, sowohl ihm als auch anderen Berufsgruppen gegenüber.

## Geschichte des Primary Nursing
Bezugspersonenpflege wurde als Primary Nursing von Marie Manthey an einer Universitätsklinik in Minneapolis (USA) Ende der 1960er-Jahre entwickelt und eingeführt. Seit Mitte der neunziger Jahre gibt es auch in Deutschland Ansätze, dieses Pflegeorganisationssystem umzusetzen. 2007 gründete der DBfK in Berlin das Deutsche Netzwerk Primary Nursing, das als Expertengruppe unter dem Dach des Verbandes tätig ist und einen Bezug zur pflegerischen Praxis herstellt.

## Kernelemente
Bezugspersonenpflege ist durch vier Kernelemente gekennzeichnet:
- Die Verantwortung für pflegerische Entscheidungen wird durch eine Pflegefachperson übertragen bzw. übernommen.
- Kontinuität in der Versorgung entsteht durch die Zuteilung der täglichen pflegerischen Arbeit nach der Methode des Fallmanagements
- Direkte Kommunikation mindert das Risiko von Informationsverlusten.
- Der Pflegeplanende ist zugleich Pflegedurchführender.

## Prozessorientierung
Bei der Bezugspersonenpflege werden alle grund- und behandlungspflegerischen Maßnahmen, die für einen Pflegebedürftigen oder eine bestimmte Gruppe zu Pflegender durchgeführt werden, einer bestimmten Pflegekraft übertragen, die alle Pflegeprozesse und deren Dokumentation eigenverantwortlich plant und diese weitgehend übernimmt. Einzelne Aufgaben können hierbei von der Bezugspflegekraft an zugeordnetes Hilfspersonal wie Pflegehelfer oder Zivildienstleistende delegiert werden, ebenso können Auszubildende mit Pflegemaßnahmen betraut werden.

## Einteilung und Zuordnung
Die Zuteilung einer Gruppe von Pflegebedürftigen zu einer Bezugspflegekraft muss zunächst nach der erwarteten durchschnittlichen Leistungsdauer pro Patient und Schicht erfolgen. Die Zuordnung kann weiter sowohl räumliche Kriterien, beispielsweise einen Flurabschnitt, ein Stockwerk (Bereichspflege) oder einige bestimmte Zimmer (Zimmerpflege), aber auch ausgewählte pflegerische Kriterien berücksichtigen. Dies können zum Beispiel die Anforderungen der Empfänger der Dienste in einer bestimmten Pflegestufe oder einer bestimmten Erkrankung wie Diabetes mellitus oder Demenz sein, die je nach Zeitbedarf und Schwierigkeitsgrad der Pflege und Aus- und Fortbildungsstand des Pflegenden einer entsprechend qualifizierten Pflegekraft zugeordnet werden können (Gruppenpflege).

## Vorteile
Die Vorteile der Bezugspersonenpflege liegen außer in der Dezentralisation und der damit verbundenen Selbststeuerung durch die leistenden Pflegekräfte vor allem in der Eigenverantwortlichkeit des Pflegenden für die Zeiteinteilung. Die bessere Unterstützung der Pflegetätigkeit wird außerdem durch einen steten Informationsfluss zwischen der anhaltend zugeordneten Pflegekraft und dem jeweiligen Pflegebedürftigen erreicht. Hierdurch wird die somatische, aber auch die psychosoziale Pflegeanamnese erleichtert und die Durchsetzung der Pflegeplanung erreicht eine höhere Bedürfnisorientierung (Outcome).
Der Prozesskreis der Planung der eigenen Pflegedurchführung wie auch der Durchsetzung von Leistungen anderer Pflegepersonen und der Evaluation ist geschlossen. Die Pflegedokumentation wird durch die Bindung an die Bezugsperson mit dem direkten Informationsfluss und die Kenntnis aller zusammenhängenden Pflegeprozesse bei der Bezugsperson erleichtert.
Die Pflegefachkräfte haben in diesem System ihrem Wissenstand angemessene Entscheidungs- und Handlungsspielräume, die allgemeine Motivation und die erreichte Zufriedenheit ist gegenüber dem Bereichspflegesystem höher. Die Aufgabenlast der Stations- und Schichtleitungen im Bereich der Administration und Koordination verlagert sich zum größten Teil auf die Bezugspflegekräfte. Häufig ist der Zeitaufwand für die Koordination geringer als in der Bereichspflege, Pflegehandlungen an einzelnen Patienten und Bewohnern können besser strukturiert werden, Wegezeiten und ablaufbedingte Wartezeiten nehmen ab. Für die Pflegebedürftigen ergibt sich aus der Bezugspflege ein erleichterter Kontakt zur Pflegefachkraft und der Aufbau eines Vertrauensverhältnisses wird gefördert. Die Tagesstruktur kann innerhalb des Bezugspersonenpflegesystems einfacher an die individuellen Bedürfnisse des Einzelnen (Arbeitszeitmodell) angepasst werden.

## Nachteile
Jenseits der Bezugsperson steigt der Koordinationsbedarf und es bleiben die Informationsübergänge zu anderen Mitarbeitern der Funktionspflege wie bisher erforderlich. Durch eine gewissenhafte und gut strukturierte Dokumentation lassen sich jedoch Übergabezeiten deutlich reduzieren. Gleichzeitig wird mittelbar eine Hierarchie der Bezugspflegepersonen und der im selben Bereich eingesetzten, aber ansonsten bezugslosen Hilfskräfte eingeführt. Die gegenseitige Unterstützung darf nicht an der Zuordnung der Bezugspersonen scheitern.
Wenn die Pflegekräfte sich in der zum Teil sehr intensiven Auseinandersetzung mit Bewohnern oder Patienten, insbesondere in Bereichen mit hoher psychischer Belastung wie beispielsweise im Umgang mit psychisch oder dementiell Erkrankten überfordert fühlen, ist es die Rolle der Stationsleitung, diese Pflegenden zu unterstützen. Viele Bezugspflegende berichten, dass sie nicht wieder in der Bereichspflege arbeiten könnten, da sie nicht mehr gesamtheitlich Verantwortung übernehmen können, was die Arbeit „chaotischer“ und weniger professionell gestalte.
In der Bezugspflege muss der Informationsfluss zwischen den Mitarbeitern organisiert sein. Um alle Pflegekräfte über die einzelnen Pflegebedürftigen zu informieren, sollte Wert auf eine geeignete und gewissenhafte Dokumentation gelegt werden. Der notwendige Anteil an Pflegefachpersonen ist nicht notwendigerweise höher, jedoch können einzelne isolierte Aufgaben nur bedingt aus dem Pflegeprozess losgelöst und delegiert werden.
Wegen der nach individuellen Patienten- oder Bewohnerbedürfnissen differenzierten  Pflegeplanung dauert die Einarbeitung neuer Mitarbeiter länger als bei rein tätigkeitsorientierter Pflege.